# Niño con naranja
Niño con naranja es uno de los últimos cuadros pintados por Vincent van Gogh. Retrata a Raoul Levert, el hijo de dos años de Vincent Levert, el carpintero del pueblo de Auvers sur Oise, de quien se hizo amigo porque le proporcionaba los marcos para sus cuadros. Debido a su inesperado y trágico final, también fue quién realizó su ataúd.
El pequeño, con vestido y cabello largo porque todavía era habitual que niños y niñas vistieran igual hasta los cinco o seis años, aparece feliz y candoroso sentado en un prado florido, jugueteando con una naranja cuyo color se repite en sus mejillas.